# 버질 아블로
버질 아블로(Virgil Abloh, /ˈæbloʊ/, 1980년 9월 30일 ~ 2021년 11월 28일)는 미국의 패션 디자이너이자 기업가였다. 그는 2018년부터 루이비통의 남성복 컬렉션의 예술 감독을 맡았으며, 2021년 초에는 LVMH 브랜드 전반에 걸쳐 창조적 책임을 증가시켰다.아블로는 또한 2013년 자신이 설립한 패션 하우스인 밀라노에 본사를 둔 레이블 오프화이트의 최고 경영자이기도 하다.
시카고 스트리트 패션에서도 일했던 훈련된 건축가 아블로는 2009년 미국 래퍼 카니예 웨스트와 함께 펜디에서 인턴십을 하며 국제 패션계에 입문했다. 아블로는 2010년 웨스트의 크리에이티브 에이전시인 돈다의 크리에이티브 디렉터 역할을 맡았다. 2013년, 아블로는 오프화이트를 설립했다. 2018년 LVMH에 입사했을 때 프랑스 명품 패션 하우스에서 예술 감독이 된 최초의 아프리카계 미국인, 아블로는 타임지에 의해 그 해에 세계에서 가장 영향력 있는 100인 중 한 명으로 선정되었다. 스트리트 웨어와 럭셔리 의류를 연결하는 아블로의 디자인 미학은 뉴욕 타임즈에 의해 변형된 것으로 묘사되었다.  월스트리트 저널에 따르면, BBC에 따르면, 그는 디자이너로서 그리고 영감을 주는 인물로서 이례적인 세계적인 명성에 도달했다.

## 생애
버질 아블로는 1980년 9월 30일 일리노이주 록포드에서 가나 이민자 부모 사이에서 태어났다. 그의 어머니는 재봉사였고 그의 아버지는 페인트 회사를 운영했다. 그는 어머니로부터 바느질하는 법을 배웠다. 아블로는 록포드에서 자라 1998년 보일런 가톨릭 고등학교를 졸업했다. 2002년 위스콘신 대학교 매디슨에서 토목 공학 학사 학위를 받았다. 그는 2006년에 일리노이 공과대학교(IIT)에서 건축학 석사학위를 받았다. 아블로가 IIT에 다닐 때, 건축가 렘 쿨하스(Rem Koolhaas)가 설계한 건물이 있었다. 쿨하스의 건물은 패션에 대한 그의 관심을 불러일으키는 데 도움을 주었다. 아블로는 루드비히 미스 반 데르 로에가 디자인한 모더니즘 걸작인 크라운 홀에서 영감을 더 받았다.아블로의 석사 논문 프로젝트는 떠오르는 태양 쪽으로 기울어진 것처럼 미시간 호수 방향으로 휘어진 시카고 고층 빌딩의 설계를 포함했다.  건축학을 공부하는 동안, 그는 또한 티셔츠를 디자인했고 잘 알려진 블로그인 The Brilliance에 패션과 디자인에 대해 썼다. 아블로는 시카고 인쇄소에서 그의 디자인을 작업하는 동안 인기 있는 음악가 카니예 웨스트를 처음 만났다.

## 커리어

### 2009–2013: 두각을 나타내다.
건축학 학위를 받은 후, 아블로는 2009년 f래퍼 카니예 웨스트와 함께 펜디에서 인턴을 했다.회사의 이탈리아 로마에 위치한 두 사람은 협력적인 관계를 시작했다.래퍼이자 디자이너와 함께 일하는 동안, 아블로는 루이비통의 CEO인 마이클 버크의 눈에 띄었다. 그해 말, 버질 아블로와 카니예의 예술 파트너인 Don C는 시카고에 위치한 RSVP Gallery라고 불리는 소매점을 시작했다. 이 가게는 다양한 패션 의류를 취급하는 것으로 알려졌으며, 가게 인테리어를 위한 그의 디자인에 아블로의 스타일을 반영했다. 1년 후, 웨스트는 아블로를 그의 크리에이티브 에이전시인 돈다의 크리에이티브 디렉터로 임명했다.
2011년, 웨스트는 그에게 2011년 Jay-Z/West 앨범 Watch the Throwse의 아트 디렉터로 일해 달라고 부탁했다.2012년, 아블로는 WZRD의 자칭 데뷔를 위한 커버 아트를 디자인했다. 2012년, 아블로는 그의 첫 번째 회사인 파이렉스비전을 시작했다. 그는 랄프 로렌으로부터 40달러에 죽은 재고 의류를 구입했고, 그 의상에 스크린 인쇄를 해서 550달러 이상의 가격에 팔았다. 그는 상업적인 사업이 아니라 예술적인 실험으로 의도했기 때문에 1년 후에 회사를 폐쇄했다.

### 2013–2017: 오프 화이트 및 주류 성공
대부분의 경우 길거리 옷은 싸다고 여겨진다. 내 목표는 그것에 지적 계층을 추가하고 그것을 신뢰할 수 있게 만드는 것이다.
아블로는 2013년 벤 켈리에서 영감을 받은 로고를 디자인하면서 고급 스트리트웨어 브랜드 오프화이트와 함께 자신의 첫 번째 패션 하우스와 두 번째 사업을 시작했다. 이탈리아 밀라노에 본사를 둔 이 회사는 아블로(Abloh)에 의해 투자자들과 패션 비평가들에게 "흑백과 백 사이의 회색 지역"으로 묘사되었다. 자신의 브랜드를 론칭하는 동안, 그는 또한 팜 에인절스, 헤론 프레스턴, 마르셀로 벌런과 같은 많은 다른 디자이너와 브랜드를 도운 뉴 가드 그룹의 도움을 받았다.  아블로는 그의 첫 번째 오프화이트 컬렉션이 루드비히 미스 반 데어 로에의 떠다니는 유리 집인 판스워스 하우스에서 영감을 받았다고 말했고, 바로크 화가 카라바조와 20세기 초 독일 디자인 스튜디오 더 바우하우스에 대한 언급과 함께 그것을 제시했다.  이 브랜드 리더는 파리에서 시작하여 중국, 일본, 미국으로 확장되어 그의 의상에 대한 광범위한 관심을 불러일으켰다.  T의류 라인은 따옴표, 지퍼타이, 대문자와 바리케이드 테이프를 사용하여 식별할 수 있다.그는 2014년에 그 회사의 여성 의류 라인을 출시했고 파리 패션 위크에서 컬렉션을 선보였다. 그의 라인은 산업상인 LVMH 상의 최종 후보자로 선정되었으나 마르케스 알메이다 (Marques'Almeida)와 자케무스 (Jacquemus)에게 패하였다. 아블로는 일본 도쿄에서 오프화이트를 위한 첫 번째 컨셉 스토어를 열었고, 그곳에서 그는 회사의 가구 부문인 그레이 에어리어 (Grey Area)를 시작했다.아블로의 재설계를 통해 그는 여전히 신발의 원래 디자인을 유지하는 것에 흥미를 느꼈기 때문에 신발의 3%만 편집하는 자수성가한 규칙을 실행했다.

#### 2013–2018: 오프 화이트와 콜라보레이션
2018년 말까지 매출과 소비심리 지수는 오프화이트를 구찌를 제치고 세계에서 가장 핫한 레이블로 선정했다. 버질은 스웨덴 가구회사 이케아와 손잡고 아파트와 주택용 가구를 디자인하고 중간에 조각이라는 단어가 각인된 휴대가 간편한 토트백도 디자인했다. 이 컬렉션의 이름은 마커라드(Markerad)로 스웨덴어로 "깨끗하고, 선명하고, 선명하고, 발음된다"는 뜻이다. 버질은 이 컬렉션이 현대적 디자인을 특징으로 하는 실용적인 가구를 포함할 것이라고 상상했다.  2017년, 그는 나이키와 함께 "더 텐"이라는 제목의 새로운 컬렉션을 디자인하도록 요청받았고, 나이키에서 가장 잘 팔리는 다양한 신발을 다시 디자인했다. 아블로는 일반적인 가구들의 초안을 스케치함으로써 IKEA 컬렉션을 위한 그의 비전을 성취하기 위해 노력했고, 동시에 가구 아이템을 수평화하기 위해 도어스톱을 사용하여 디자인에 자신만의 미학을 추가했다.또한 그는 이케아와의 협력으로 의자, 커피 테이블, 침대, 수납장, 거울, 카펫의 디자인을 작업했다. 또한사회와 사회 규범으로부터의 분리를 전달하기 위해 따옴표를 사용했다. 2017년 신민족주의의 부상 동안 아블로는 개념 예술가 제니 홀저와 함께 이민, 문화 통합, 세계화의 긍정적인 측면을 강조하는 라인을 만들었다.2017년 12월 홀저와 함께 워싱턴에서 열린 여성 행진에서 응답하여 기획된 부모로서의 티셔츠를 디자인했다.

### 2018–2021: 루이비통 (Louis Vuitton)

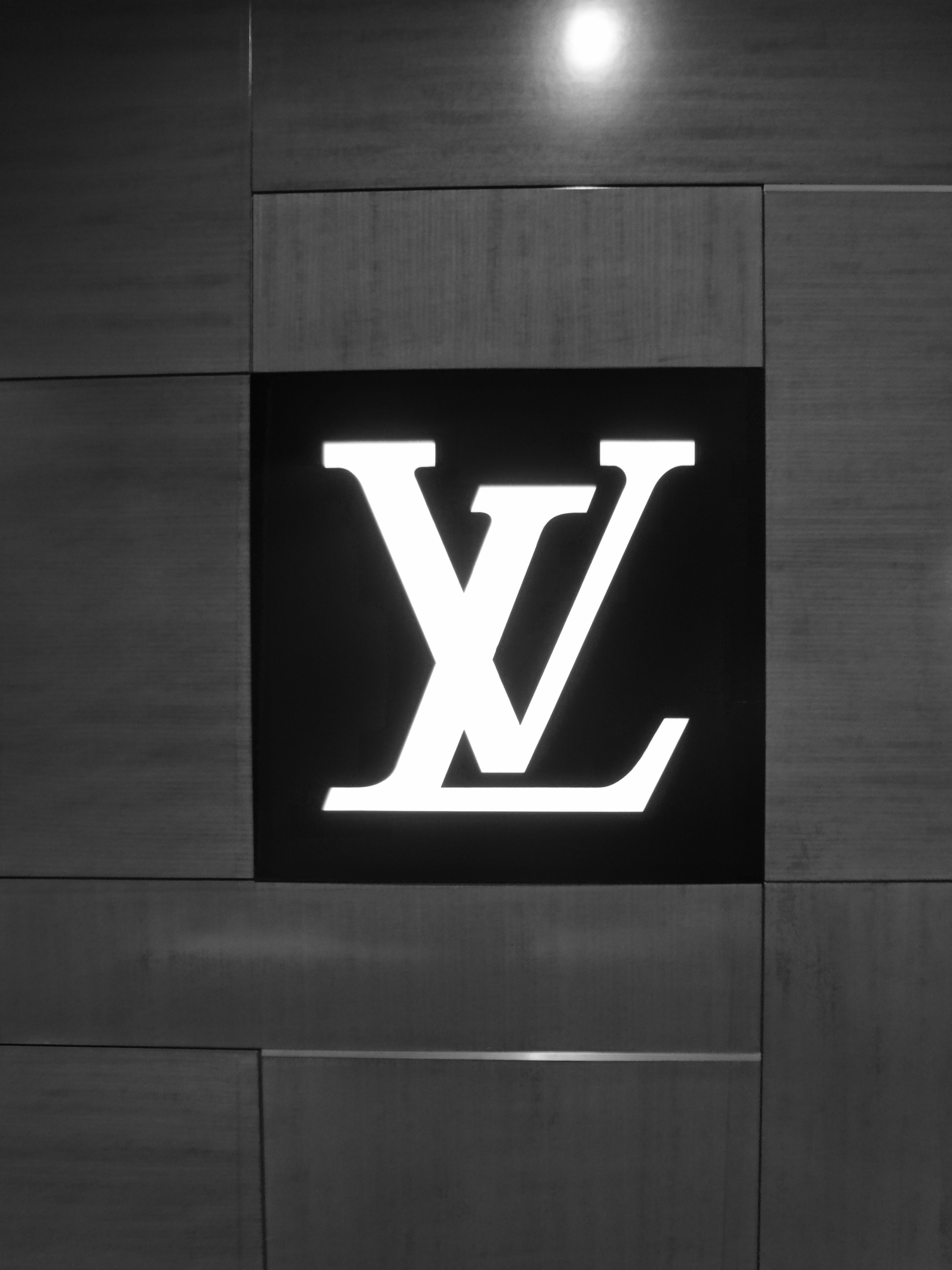
아블로는 루이비통의 데뷔 남성복 컬렉션에 LV 로고를 포함시켰다.

2018년 3월 25일, 아블로는 루이비통의 남성복 레디 웨어 라인의 예술 감독으로 임명되어, 브랜드 남성복 라인을 이끄는 최초의 아프리카 혈통이자 주요 프랑스 패션 하우스의 지휘봉을 잡은 몇 안 되는 흑인 디자이너 중 한 명이 되었다.그는 취임 후 "이 자리를 수락하게 되어 영광이다. 나는 집의 유산과 창조적 무결성이 핵심 영감이며 현대와 유사점을 그리면서 두 가지를 모두 참고할 것이라고 생각한다."라고 발언했다. 아블로는 파리 팔레 로얄 가든에서 열린 2018년 남성 패션 위크에서 루이비통을 위한 첫 컬렉션을 선보였다. 리한나는 이 분수령 쇼 이전에 아블로를 착용한 첫 번째 유명한 사람이었다. 플레이보이 카티, 스티브 레이시, A$AP 나스트, 데브 하인즈, 키드 쿠디는 아블로의 데뷔 비통 쇼를 위해 런웨이를 걸었다.이후 아블로는 나이키와 협업한 2018년 US 오픈에서 세레나 윌리엄스가 입을 수 있도록 디자인한 오리지널 의상을 만들며 높은 인기를 끌었다. 2018년 6월 5일, 아블로는 한정판의 투명 여행가방인 리모바(Rimowa)와 특별한 협업을 발표했다.2019년 3월, 아블로는 이케아와 협력하여 캐비닛, 러그, 커피 테이블, 의자 등 밀레니얼 세대를 위한 가구를 만들기 시작했다. 아블로는 특정 단어 주위에 따옴표를 붙이고 그것을 다른 의복에 붙이는 것과 같은 스타일의 다른 요소들을 통합했고, 이 경우에는 다른 종류의 가구들이 있다.예를 들어, Abloh는 의자 다리 중 하나에 도어 스톱을 추가하여 의자 위에 "도어 스톱 인터럽트"를 만들었다. 아블로의 가장 인기 있는 물건 중 하나는 프락타 가방이다. 옆면에 "SCULPTURE" 라는 글씨가 각인된 베이지색이다. 2019년 3월 아블로는 SSENSE와 함께 워크아웃 컬렉션을 출시했다. 이 컬렉션에는 레깅스와 스포츠 브라, 운동용 스웨터, 크롭탑 등 다양한 운동복이 포함되어 있었다. 이 컬렉션은 바지의 허리와 스포츠 브라의 하단을 감싼 오프화이트 노란색 간판을 포함하여 아블로의 시그니처 디자인을 일부 통합했다.아블로는 또한 상의와 바지 앞부분에 십자가를 만드는 4방향 화살을 입체적으로 추가했다.
"저는 이제 산업을 바꿀 수 있는 플랫폼이 생겼다. 우리는 디자이너이다. 그래서 우리는 트렌드를 시작하고, 문제를 부각시킬 수 있고, 많은 사람들이 무언가에 집중하도록 만들 수 있고, 아니면 많은 사람들이 우리 자신에게 집중하도록 만들 수 있다. 저는 (후자에) 관심이 없다. 저는 제 플랫폼을 아주 작은 그룹의 아프리카계 미국인 남성들 중 하나로 사용하여 집을 디자인하고 사람들에게 시적인 방식으로 보여주는 것에 관심이 있다. 
아블로는 그의 친구이자 자주 협력하는 무라카미 타카시와의 대화에 Culture 잡지의 2018년 가을호 표지에 실렸다.
2019년, 아블로는 미국 패션 디자이너 협의회의 이사회에 임명되었다. 그 의회는 미국 패션 산업을 진흥시키려 한다.
아블로는 헤일리 비버 (Hailey Bieber)의 결혼식 날을 위해 맞춤 오프화이트 가운과 베일을 만들었다. 베일에 그는 "till death gusundol do us part", 해석하면 죽음이 우리를 갈라놓을 때까지라는 단어 주위에 자신의 유명한 따옴표 디자인을 포함시켰다.
2021년 7월, LVMH는 오프화이트의 지분 60%를 인수할 것이라고 발표했다. 동시에 아블로는 LVMH 브랜드 전반에 걸쳐 더 큰 창의적 통제권을 부여받았다.

### 예술
아블로는 일본 예술가 무라카미 타카시와 자주 작업했다. 아블로는 일본 도쿄에 있는 무라카미의 카이카이 키키 미술관에서 개인 미술 전시회를 가졌다. 시카고 현대미술관과 도쿄에 있는 무라카미의 가게 오즈 징가로와 같이 그들의 예술작품이 여러 번 함께 전시되었다. 2018년, 아블로와 무라카미는 런던, 파리, 베벌리힐스에 있는 가고시안 갤러리의 전초기지에서 일련의 전시회를 공동 개최했다. 2019년, 아블로는 CTA의 레드 라인 열차 랩을 위한 시대를 위한 MCA 연설 캠페인을 소개받았다.
아블로의 첫 번째 개인 미술 전시회는 2019년 시카고 현대 미술관에서 열렸다. 시카고 이후, 버질 아블로: 피규어 오브 스피치는 카타르-미국 2021 문화의 해로 하이 미술관, 보스턴 현대 미술 연구소, 카타르 박물관을 여행했다.그 전시회는 예술, 디자인, 음악에 대한 아블로의 노력을 회고하는 것을 제공하기 위한 것이었다.
2022년 7월 1일부터 2023년 1월 29일까지 브루클린 박물관은 피규어 오브 스피치를 전시할 것이다. 브루클린의 전시는 예술가 무라카미 타카시, 음악가 카니예 웨스트, 건축가 렘 쿨하스, 패션 레이블 오프 화이트의 자료, 그리고 그가 첫 블랙으로 활동했던 루이 비통의 물품들을 포함하여 20년간의 예술가의 실무에 걸쳐 완전히 전념할 것이다. 남자들은 예술감독이 제공한 옷을 입는다. 이 설치물의 특정 버전은 또한 모임과 공연을 위한 공간을 제공할 것이며, 문화 기관에서 흑인 예술가들과 흑인들에게 제공되는 역사적 공간 부족에 대응하기 위해 설계되었다.

### 음악
아블로의 음악에 대한 관심은 그를 10대 초반에 디제잉으로 이끌었다. 그는 고등학교와 대학교 내내 하우스 파티에서 DJ를 했다.그의 영향력은 DJ의 A-Trak, Benji B, 그리고 Gilles Peterson을 포함한다.수년간, 아블로는 DJ로서 인정을 받았고 국제적으로 쇼를 공연하기 시작했다. 그는 하이 이비자에서 연주했고 2019년 투모로우랜드 페스티벌에 예약되기도 했다.아블로는 2018년 1월 독일 DJ/프로듀서 보이즈 노이즈와 함께 첫 싱글 "Orvnge"를 발매했다.  2019년 6월, 아블로는 윈 라스베이거스의 XS 나이트클럽의 DJ 레지던스로 임명되었다.
2019년 5월, DJ 콘솔 제조사인 파이오니아는 투명한 CDJ-2000NXS2와 DJM-900NXS2 모델의 디자인에서 아블로와의 협업을 발표했다. 그 콘솔들은 피규어 오브 스피치 전시회에서 시카고 현대 미술관에 전시되었다.
2020년 6월, 아블로는 팝스모크 음반 《Shoot for the Stars, AIM for the Moon》의 오리지널 커버를 디자인했다. 원래 커버는 팬들로부터 심한 비난을 받았다. 7월 2일, 앨범 발매와 함께 라이더 립스가 디자인한 새로운 커버가 공개되었다.아블로는 또한 릴 우지 버트, 키드 쿠디, 웨스트사이드 건을 위한 앨범 아트를 작업했다.
2021년, 그는 월드와이드 FM에서 새로운 월간 2시간짜리 인터넷 라디오 쇼인 "상상 라디오" c/o 버질 아블로(Virgil Abloh 초기 게스트로는 전자 아티스트 오마르-S와 BadBadNotGood의 알렉스 소윈스키와 같은 아티스트들이 있었다. 그는 이전에 애플 뮤직 1에서 "텔레비전 라디오"라는 쇼를 했었다. 2018년부터 2020년까지 총 5개의 에피소드가 개봉되었다.

## 논쟁
아블로는 자신의 원칙 중 하나는 원본만 3퍼센트 변경해도 새로운 디자인을 만들 수 있다는 것이라고 언급했다.그는 자신의 접근 방식을 "아이러니컬한 분리"라고 표현했으며 뒤샹의 전례가 "복사하고 붙여넣고, 가져가고, 다시 적용할 수 있는 근거를 제공한다"고 설명했다. 이 철학은 아블로가 표절과 횡령으로 비난을 받게 만들었다.
오프화이트의 로고 디자인의 독창성과 평행한 대각선은 1980년대 초에 이 그래픽을 대중화시킨 벤 켈리를 포함한 많은 당사자들에 의해 이의를 제기되어 왔다. 패션 블로그 다이어트 프라다는 의자에서 의류에 이르기까지 아블로의 여러 디자인을 기존 디자인과 비교했다.
아블로의 FW 2019 컬렉션은 그의 "궁극의 뮤즈"인 마이클 잭슨을 기반으로 했다. 선댄스 영화제에서 리빙 네버랜드가 개봉되기 일주일 전에 개봉되었다. 이에 대응하여 루이비통은 마이클 잭슨의 요소를 직접 담은 어떤 아이템도 생산하지 않을 것이라고 발표했다. 아블로는 또한 2019년 초에 그의 오프 화이트 팀의 이미지가 그의 본사에서 문화적 다양성의 부족을 시사했을 때 비판을 받았다.
2019년, LVMH는 20%의 매출 성장을 기록했는데, 이는 부분적으로 그의 임명 덕분이다. 그러나 2019년 12월 아블로는 사람들이 빈티지 의류로 이동함에 따라 2020년에 스트리트 웨어가 죽을 것이라고 예측했다.2020년 3월, 일본의 스트리트웨어 디자이너 니고와의 콜라보레이션이 시작되자, 아블로는 자신을 초보자라고 표현하며 자신이 단지 리프팅일 뿐이라고 명확히 한 이전의 발언을 철회했다.
2020년 중반 조지 플로이드 시위 당시 아블로는 마이애미에 위치한 예술 집단(F) 엠파워에 50달러를 기부해 시위대의 법적 비용을 지원했다는 스크린샷을 SNS에 올린 뒤 "미친 영감을 받았다"는 비판을 받았다.그는 나중에 인스타그램에서 "당신이 내 기여금이 50달러로 제한되었다고 생각한다면 당신의 좌절감을 이해할 수 있다... [그것은] 합계에 관한 한 순전히 거짓이다. 나는 이 운동과 관련된 보석 기금과 다른 원인에 20,500달러를 기부했다"며 "나는 계속해서 더 많은 기부를 할 것이고 내 목소리를 사용하여 내 동료들도 그렇게 하도록 촉구할 것이다"라고 덧붙였다. 아블로는 또한 조지 플로이드 시위 동안 기업들의 약탈이 왜 스트리트 웨어가 "죽었는가"의 한 예라고 진술했다.

## 필란트로피
2020년 버질 아블로 "포스트 모던" 장학 기금을 설립했다. Abloh는 흑인 학생들을 돕기 위해 패션 장학 기금에 의해 관리될 장학금을 위해 100만 달러를 모금했다.2020년 7월, 아블로의 브랜드 오프화이트는 "I Support Young Black Business"라는 모금 프로그램을 시작하여 "I Support Young Black Business"라고 쓰여진 후드티와 티셔츠를 판매했다. 모든 수익금은 총기 폭력을 줄이는 것을 목표로 하는 시카고 크레디트라는 단체에 기부되었다.또한 같은 해 나이키와 함께 그는 시카고 이스트 가필드 파크에 있는 소년소녀 클럽 시설의 재설계와 리노베이션을 끝냈다.  아블로는 젊은 디자이너들에게 멘토링과 멘토링 자원을 제공하기 위해 상당한 시간을 보냈다.

## 상과 명예
아블로는 2011년 미국 래퍼 제이-지(Jay-Z)와 카니예 웨스트(Kanye West)의 콜라보레이션 앨범 'Watch the Roace'의 커버 아트를 디자인한 작품이 그래미상 최우수 레코딩 패키지 후보에 올랐을 때 그의 첫 주요 상을 받았다. 2015년, 오프화이트의 아블로(Abloh)는 LVMH 상의 최종 후보 중 하나였다. 아블로는 그 해에 이 상의 후보에 오른 유일한 미국인 디자이너였다. 아블로의 찰리 엡도로부터 영감을 받은 "전쟁은 끝나지 않았다!" 티와 그의 2015년 가을 여성 컬렉션의 상의는 그에게 가장 큰 관심을 끌었다. 2017년 영국 패션 어워드에서 어반 럭스상을 수상했다. 그는 또한 2017년 GQ 올해의 남성상에서 올해의 국제 디자이너상을 수상했다. Abloh의 오프 화이트 에어 조던의 "The Ten" 공동작업은 2017년 올해의 신발상을 수상했고 그는 올해의 액세서리 디자이너 상을 받았다. 아블로는 2018년 타임지의 세계에서 가장 영향력 있는 100인 중 한 명으로 선정되었으며, 그 해에 이름을 올린 두 명의 디자이너 중 한 명이다.   I타임지에, 일본의 예술가 무라카미 타카시는 아블로의 인상적인 업적이 그의 상장으로 이어졌다고 썼다. 2018년 12월, 아블로는 에보니 파워 100에 의해 선도적인 혁신가로서 영예를 안았다. 아블로는 2019년 올해의 남성복 디자이너 후보에 오르기도 했다.

## 개인사와 죽음
아블로는 시카고에서 그의 아내 섀넌과 그들의 두 자녀와 함께 살았다.
2019년, 아블로는 암의 일종인 심장 혈관육종 진단을 받았지만, 진단은 비공개로 유지되었다. 2021년 11월 28일 시카고에서 사망하였다.  가족의 허락을 받은 LVMH는 11월 30일 마이애미에서 열릴 예정인 스핀아웃 패션쇼에서 "버질은 여기 있었다"라는 주제로 아블로에게 경의를 표했다. 카니예 웨스트, 킴 카다시안, 리한나, 에이셉 라키, 벨라 하디드, 퍼렐 윌리엄스, 타하르 라힘, 비너스 윌리엄스, 조 조 조나스, 리키 마틴, 제러미 포프, 21 새비지, 조안 스몰스, 버나드 아놀트 등이 헌사에 참석했다. 루이비통은 "버질은 여기 있었다"라는 헌신을 사용하여 전 세계에 윈도우 디스플레이를 헌정했다.
아블로의 장례식은 2021년 12월 6일 시카고에서 드레이크, 리한나, 카니예 웨스트, 킴 카다시안, 키드 쿠디, 타일러, 더 크리에이터, 에이셉 라키, 프랭크 오션, 빅 멘사, 로린 힐, 돈 C, 제리 로렌조가 참석한 가운데 열렸다.